# Alexander Vesnin

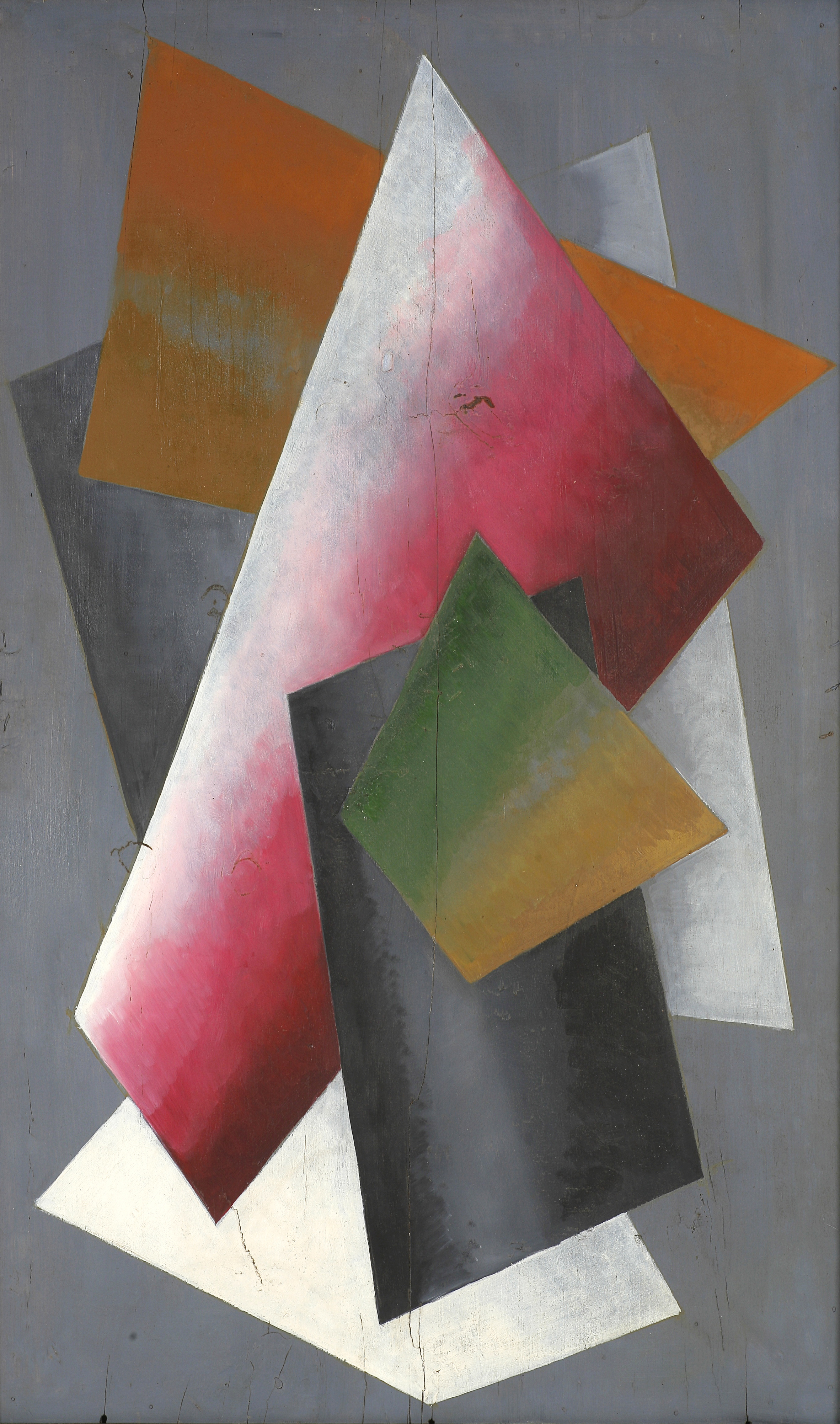
"Abstract Composition." 1915c. Centro M.T. Abraham de Artes Visuais

Alexander Aleksandrovic Vesnin (Александр Александрович Веснин) (Yuryevets, 1883 — Moscovo, 1959), foi um arquitecto Russo que se destacou também pelos seus trabalhos na área da pintura e cenografia.
Alexander, juntamente com os seus irmãos Leonid Aleksandrovic Vesnin and Viktor Aleksandrovic Vesnin, foi uma figura de destaque no movimento designado por Arquitectura construtivista.